# Wolfgang Pföhler
Wolfgang E. Pföhler (* 17. Mai 1953 in Mannheim) ist ein deutscher Politiker (CDU) und Manager.

## Leben
Nach dem Abitur in Mannheim studierte Pföhler Betriebswirtschaftslehre an der Universität Mannheim und wurde 1978 Diplom-Kaufmann. Seit 1971 Mitglied der CDU, wurde er 1975 in den Mannheimer Gemeinderat gewählt und dort drei Jahre später Geschäftsführer der CDU-Fraktion. 1973–1975 und 1976/77 war er Kreisvorsitzender der Jungen Union, von 1987 bis 1995 war er Vorsitzender der CDU Mannheim. 1981 wurde er in Mannheim Bürgermeister mit der Zuständigkeit für Soziales, Jugend und Gesundheit. Nach zwei Amtszeiten verzichtete er auf eine erneute Kandidatur und wurde 1997 Geschäftsführer des Klinikums Mannheim. Darüber hinaus war er seit 1995 Mitglied des Präsidiums und von 1998 bis 1999 und von 2004 bis 2005 Präsident der Deutschen Krankenhausgesellschaft (DKG). Ab 2000 war er zudem Vorsitzender des Raumordnungsverbands Rhein-Neckar. 2005 wurde er Vorstandsvorsitzender der Rhön-Klinikum AG. Nach der missglückten Fusion mit Fresenius schied er Ende 2012 aus dem Vorstand der Rhön-Klinikum AG aus. Seit 2013 ist er Präsident des Kuratoriums des Deutschen Krankenhausinstituts e. V. Nochmals von 2014 bis 2019 gehörte Pföhler dem Gemeinderat der Stadt Mannheim an. Ab 2014 war er als Aufsichtsratsmitglied der Krankenhausberatung ZEQ in Mannheim tätig.

## Ehrungen
- 2000: Kronenkreuz in Gold des Diakonischen Werks
- 2003: Bundesverdienstkreuz am Bande[6]
- 2006: Hermann-Heimerich-Plakette[7]
- 2008: „Manager des Jahres“ des Magazins Gesundheitswirtschaft[8]
- 2019: Ratsmedaille in Bronze der Stadt Mannheim[9]

## Privates
Pföhler ist verheiratet, hat eine Tochter und wohnt unweit des Luisenparks in der Mannheimer Oststadt.